# Breite Straße (Funktion)
Breite Straße ist eine stadtplanerisch im Rahmen der Verkehrsplanung breiter als andere Straßen angelegte Straße in Städten. Dabei ist zu unterscheiden zwischen den hochmittelalterlichen Breiten Straßen im Mitteleuropa und späteren, stadtplanerisch noch planmäßigeren Straßenanlagen, auch außerhalb Europas, die vor allem der Verbesserung des Verkehrsflusses dienten im Gegensatz zur Marktfunktion des Mittelalters.

## Geschichte
Bereits während der Römerzeit erhielten Straßen den Straßennamen In lata platea oder Platea lata, insbesondere die Heerstraßen. In den römischen Städten verliefen grundsätzlich zwei breite Straßen, und zwar in Nord-Süd-Richtung der Cardo maximus und in Ost-West-Richtung der Decumanus maximus, die die größte Breite erhielten. Beide durchschnitten sich rechtwinklig dort, wo meist der Mittelpunkt der Stadt lag. So legten die Römer in Köln die Breite Straße an. Sie war 50 römische Fuß (14,80 Meter) breit, damit eine der breitesten Straßen des damaligen Köln und dürfte zwischen 31 vor Christus und 14 nach Christus entstanden sein. Im Mittelalter übersetzte man die „lata platea“ wörtlich mit „breiderstraissen“, „breidere straissin“ oder „up der breyderstraissen“. Einige Bürger nannten sich nach der Straße, so etwa der Brauer E(c)kbert de lata platea (er lebte vor 1302). Zunehmende Urbanisierung sorgte für stärkeren Verkehr, so dass städtische Straßen im Spätmittelalter zur Verkehrsbewältigung noch wesentlich breiter gebaut werden mussten. In Städten mit mittelalterlichem Kern entstanden die breiten Straßen zu einer Zeit, als der durchziehende Fernhandel noch Straßen als Straßenmärkte benutzte, also vor der Entstehung von Marktplätzen im Hochmittelalter. Die Nähe zum Marktgeschehen war der Grund, warum an den breiten Straßen bzw. Marktplätzen die prächtigen Bürgerhäuser standen; das waren in der Regel die Fernhandelskaufleute. In Alt-Berlin trug die Breite Straße bis ins 17. Jahrhundert den Namen Große Straße, in Magdeburg bis heute Breiter Weg. Beide entstanden aus Straßenmärkten.

## Breite Straßen

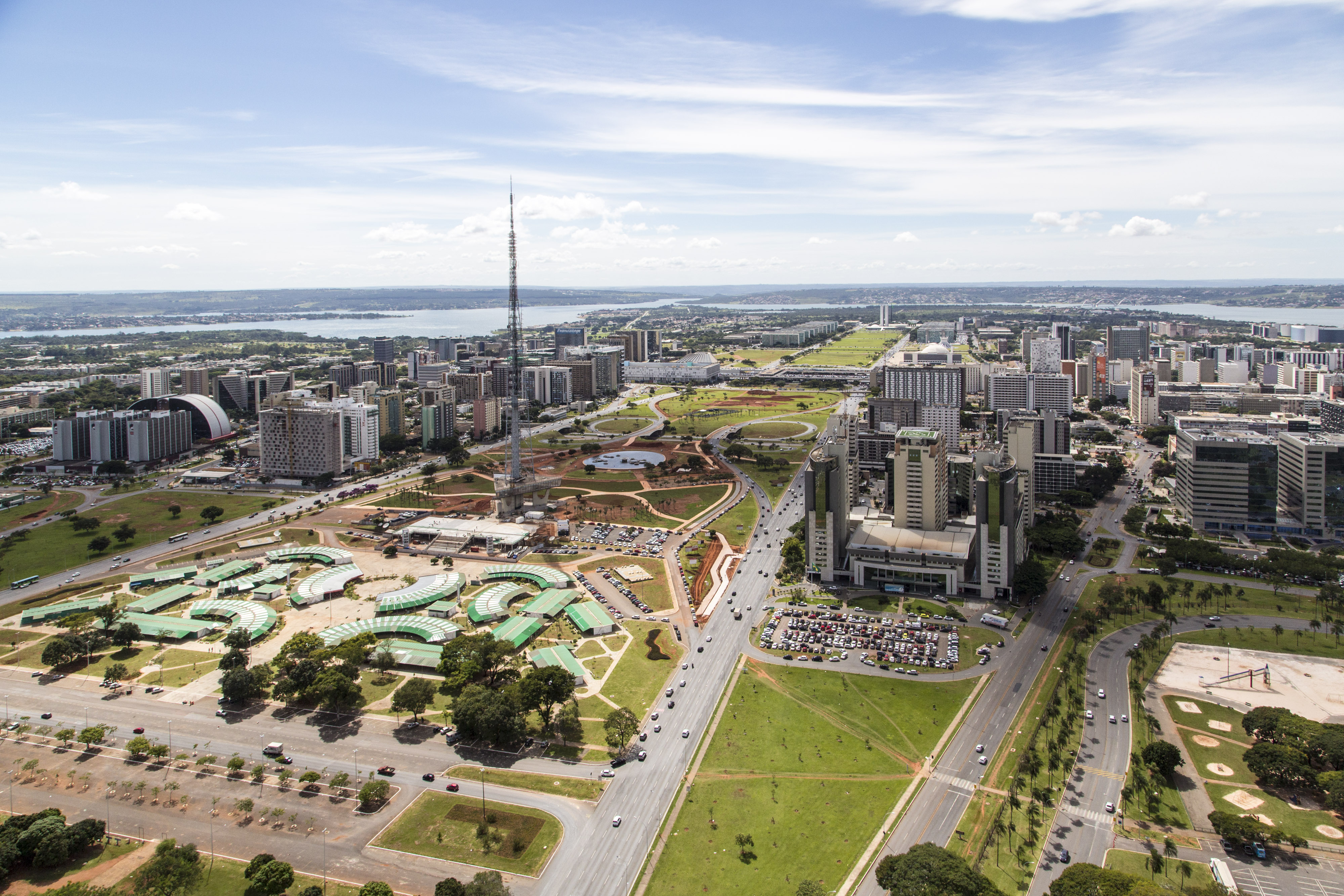
Brasilia – Eixo Monumental (März 2014)
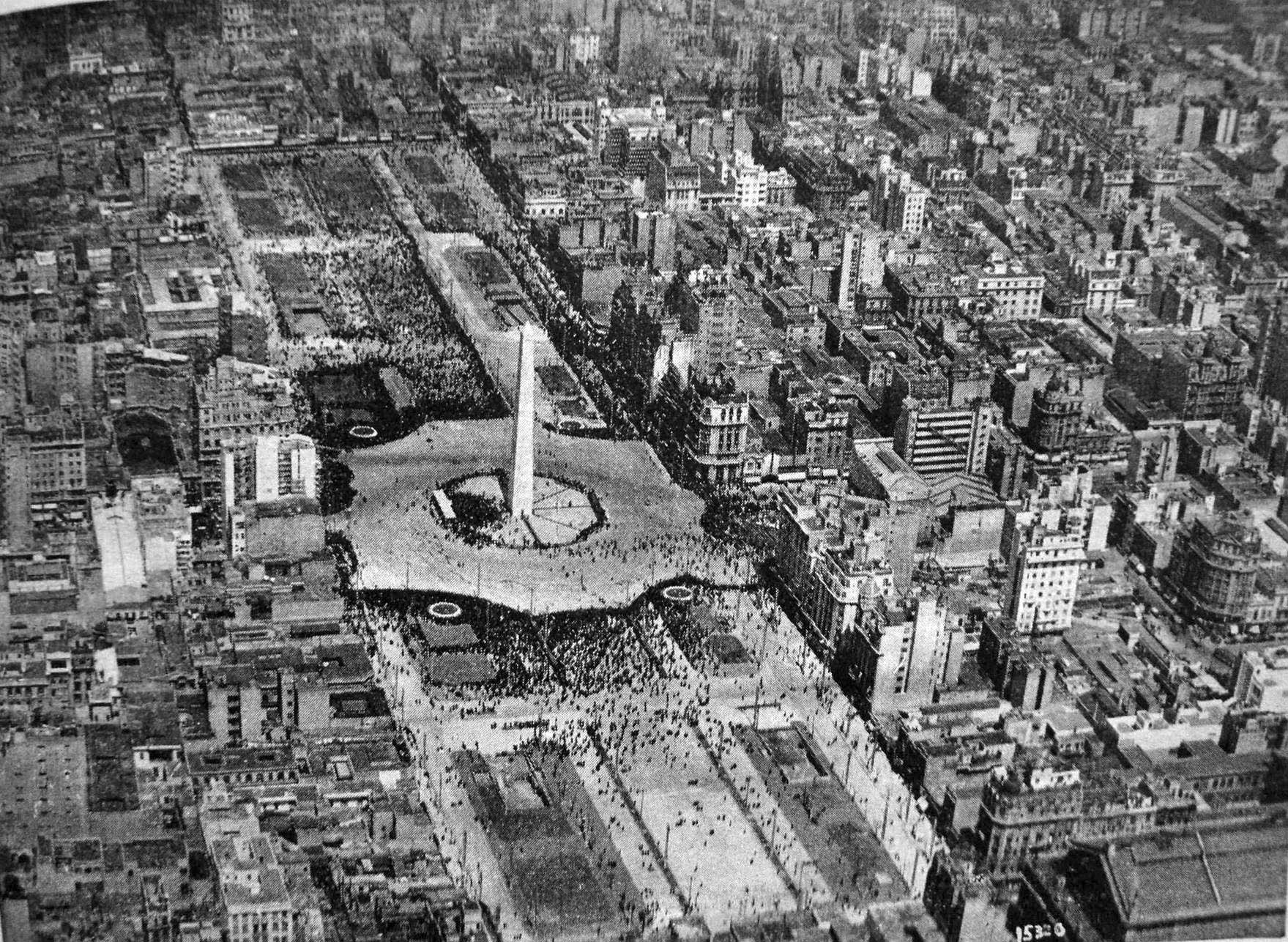
Buenos Aires – Avenida 9 de Julio (Eröffnungsfeier Oktober 1937)
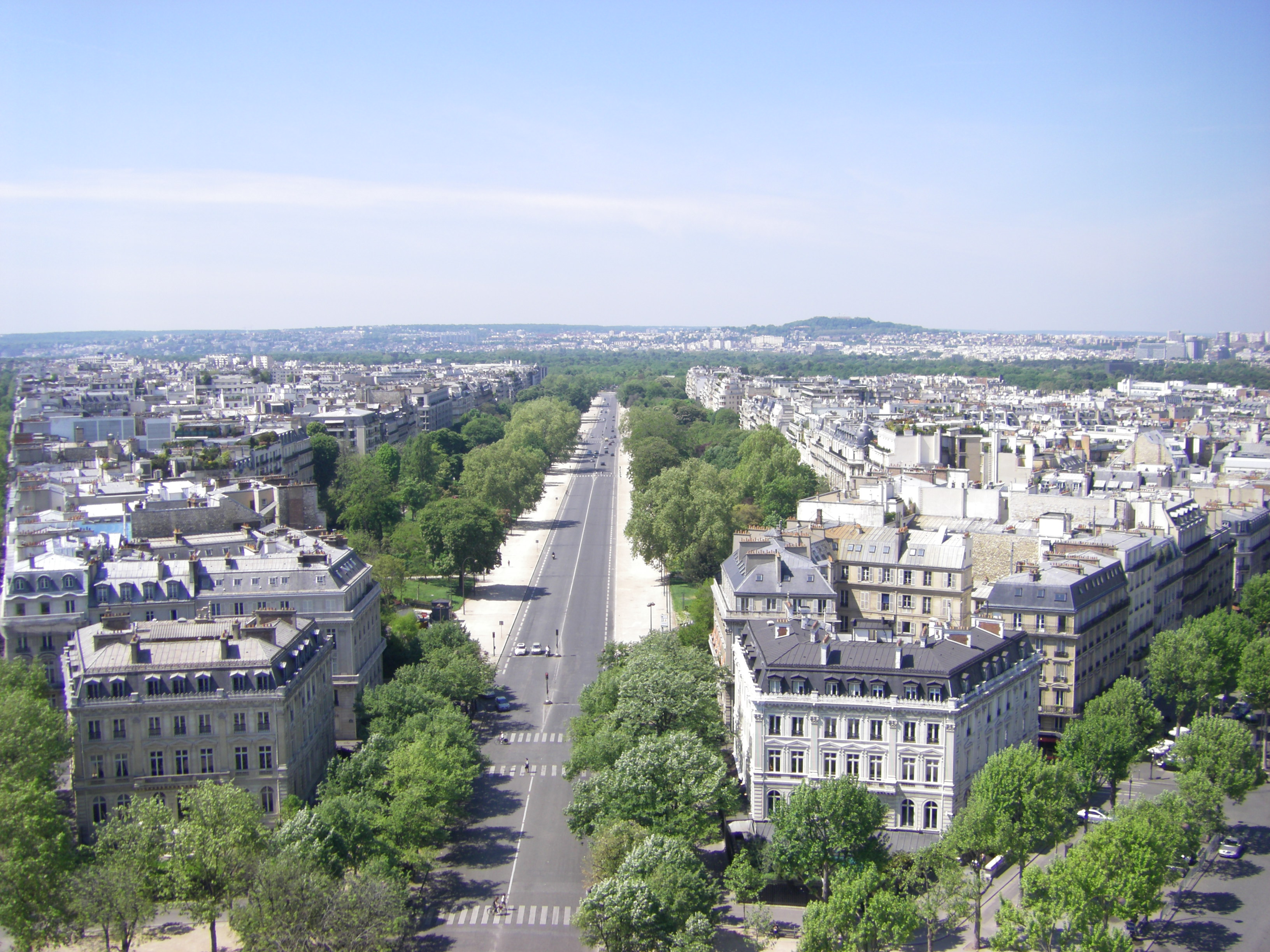
Paris – Avenue Foch (Mai 2008)
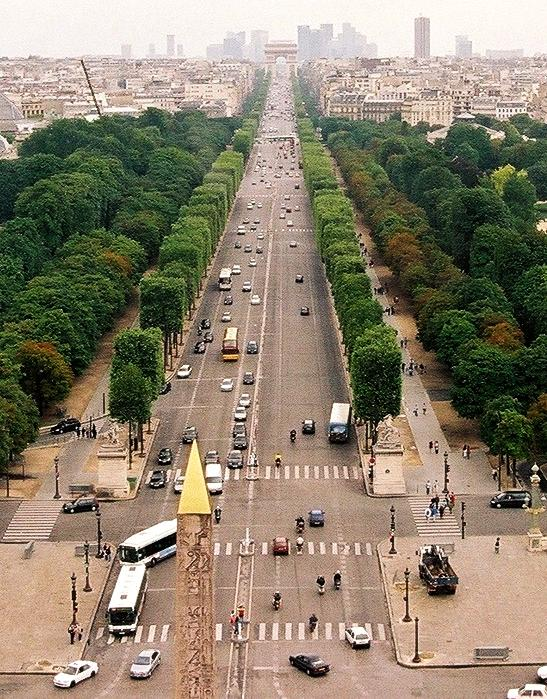
Paris – Avenue des Champs-Élysées (Juni 2002)
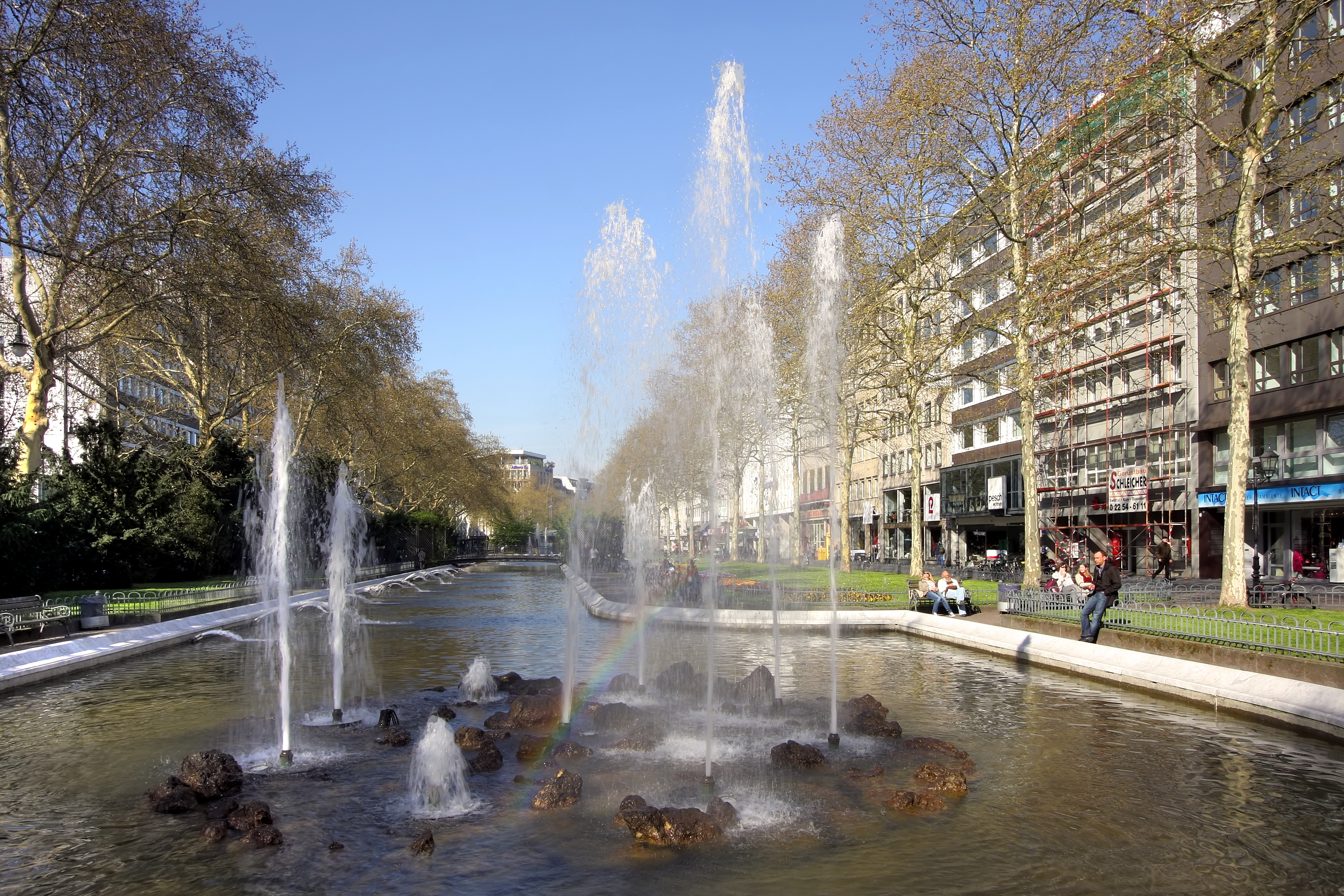
Köln – Kaiser-Wilhelm-Ring (Grünfläche; April 2010)
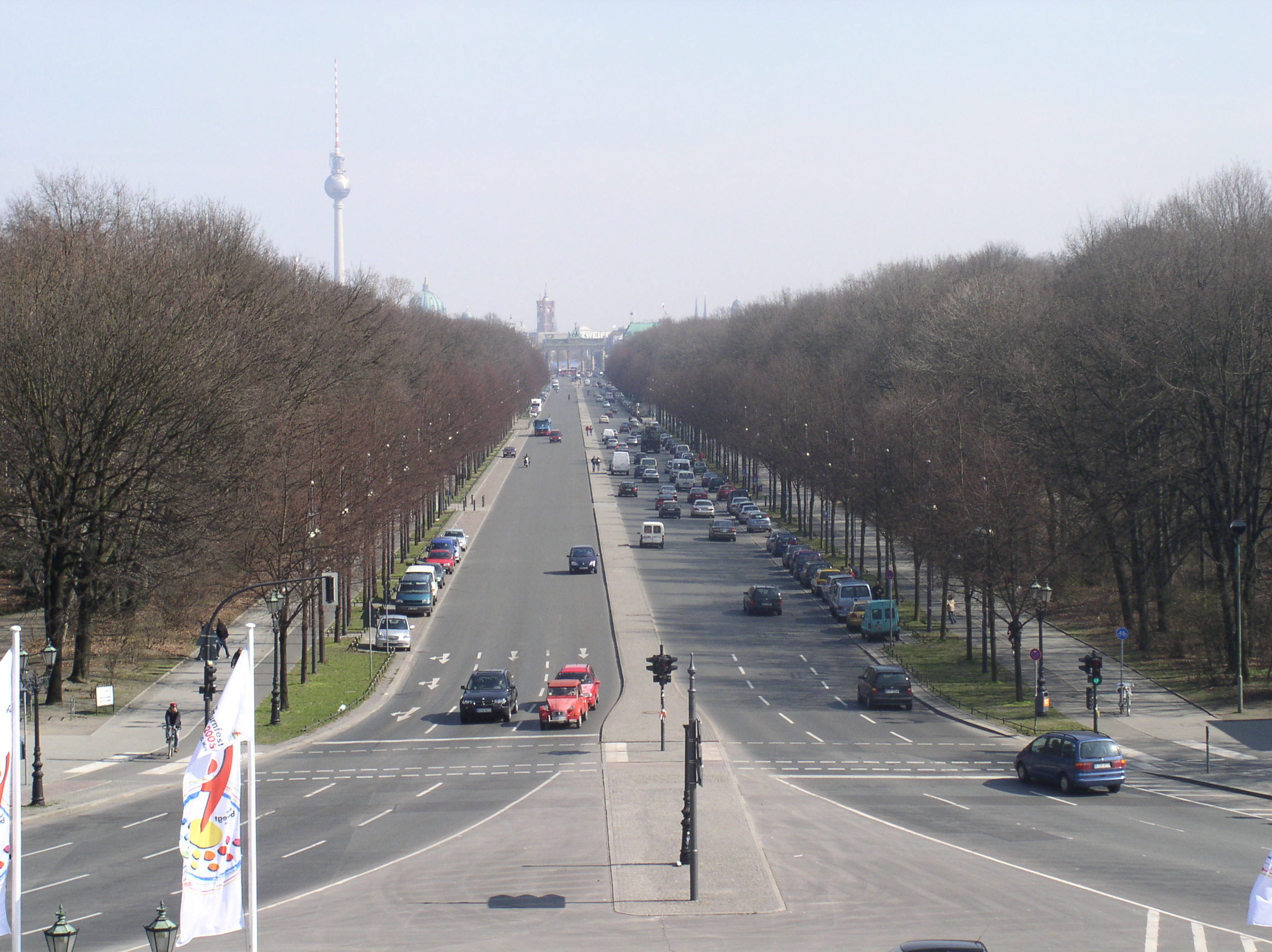
Berlin -  Straße des 17. Juni (März 2005)
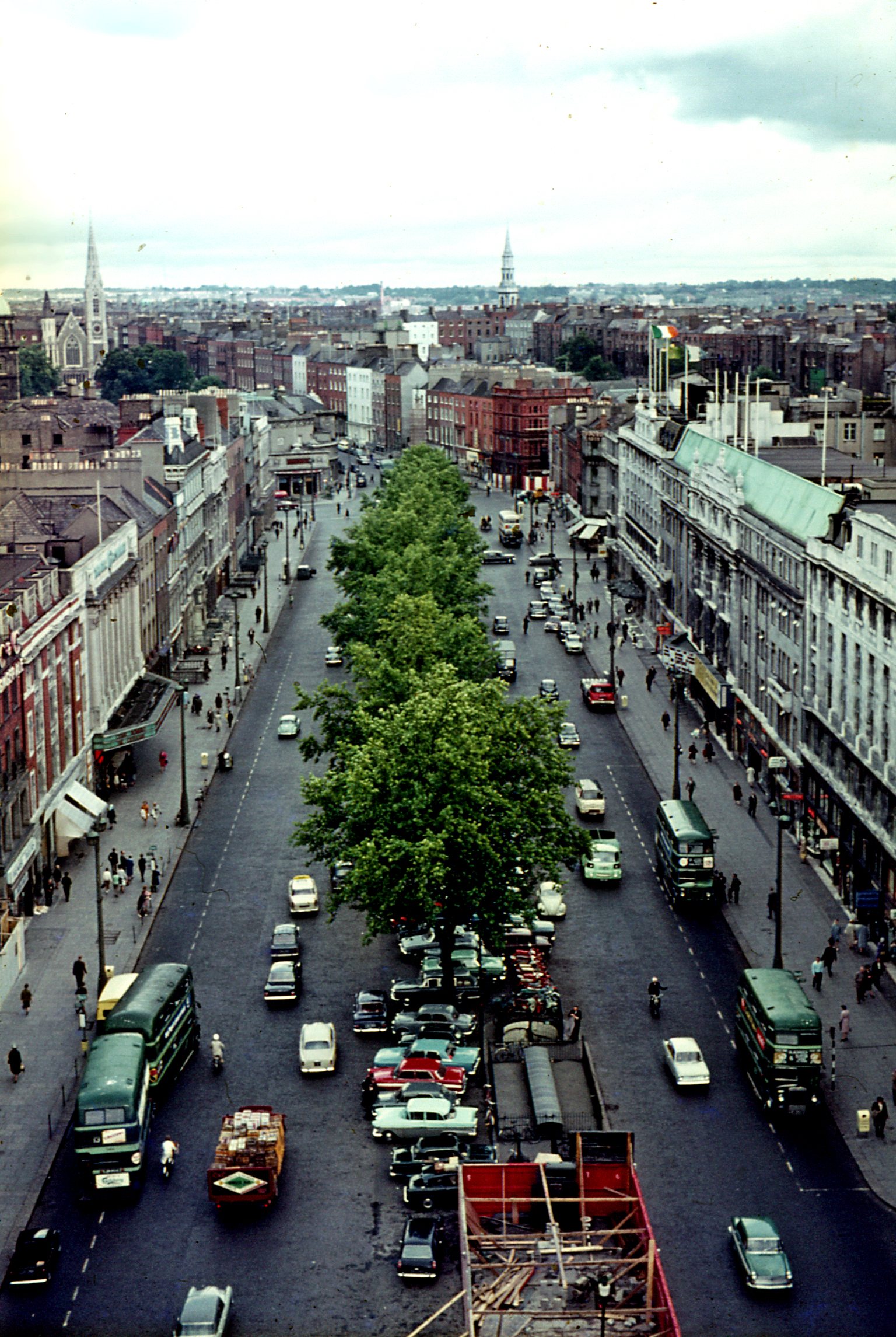
Dublin – O’Connell Street (1964)

Die im Jahre 1670 in Paris als zentrale Verkehrsachse angelegte Avenue des Champs-Élysées ist 70 Meter breit und war die breiteste Straße der Stadt jener Zeit. Die Broadways (breiter Weg) in den USA – wie der berühmte Broadway in Manhattan – sind ein Beispiel für die Benennung einer Straße nach ihrer Haupteigenschaft. „Die Breite Straße ist benannt nach ihrer Beschaffenheit“. Die von den Holländern „Heerestraat“ (Herrenstraße) oder auch „Breede Weg“ (breiter Weg) genannte Straße in New York City erhielt 1677 für einen Teilabschnitt den Namen Broadway, der erst 1804 für den gesamten Straßenverlauf eingeführt wurde. Trotz seines Namens ist er mit einer Breite von 22 Metern nicht die breiteste Straße im heutigen New York. Die breiteste Straße Berlins ist mit 85 Metern die 1697 angelegte Straße des 17. Juni. Ihre durchgehende Breite ist aber fast immer 50 Meter. Die ab 1777 gebaute O’Connell Street in Dublin ist mit einer Breite von maximal 49 Metern zwar die breiteste Straße Irlands, nicht aber Europas, wie oft behauptet wird. Das ist die am 31. März 1854 eröffnete Avenue Foch in Paris mit einer Breite von 120 Metern.
Breiteste Straße Deutschlands ist mit einer fast durchgehenden Breite von 87 Metern die Königsallee in Düsseldorf. Die Avenida 9 de Julio (Buenos Aires) bringt es mit 20 Fahrstreifen auf 140 Meter Breite, wenn man die beiden – anders heißenden – Parallelstraßen mitrechnet. Die bereits 1888 geplante Straße wurde erst ab 1936 begonnen und am 12. Oktober 1937 eröffnet, wofür 40 Häuser weichen mussten. Sie war bis 1960 mit streckenweise bis zu 28 Fahrspuren die breiteste Straße der Welt. Die am 21. April 1960 dem Verkehr übergebene Eixo Monumental (Monumentalachse) in Brasília besitzt 12 Fahrspuren und ist mit einer Breite von 250 Metern die breiteste Straße der Welt. Die Avenida Presidente Vargas (Rio de Janeiro) war mit 80 Metern Breite bei ihrer Einweihung am 7. September 1944 die breiteste Straße Brasiliens, bis sie durch die Eixo Monumental abgelöst wurde.
Breite Straßen entstanden aus drei stadtplanerischen Situationen. Die Straßen konnten entweder gebaut werden, ohne dass ihnen bauliche Hindernisse im Wege standen oder wurden als Durchbruch nachträglich in eine bestehende Bebauung eingefügt; dann mussten Gebäude abgerissen werden. Eine dritte Situation ergab sich beim Abriss von Stadtmauern. Die hierdurch freiwerdende Wallfläche bot Platz für breite Straßen. Das war beim Bau der Pariser Grands Boulevards ab Juni 1670, bei der Wiener Ringstraße ab März 1858 oder den Kölner Ringen ab Juni 1884 der Fall.

## Zweck
Die französischen Architekten und Ingenieure Grillon, Callou und Jacoubet präsentierten in der Folge der Ereignisse der Februarrevolution 1848 für Paris im Juni 1848 ein Straßenkonzept, mit dessen Hilfe „Truppen sich schneller fortbewegen und ‚en masse‘ durch Paris transportiert werden konnten, um zum Bestimmungsort zu gelangen“. Am 8. August 1848 wurde dieses Straßenkonzept dem Innenminister vorgestellt. Doch erst der Pariser Stadtplaner Georges-Eugène Haussmann begann nach seiner Ernennung zum Präfekten im Juni 1853 mit der konsequenten Konzipierung breit angelegter und geradliniger Straßen, um das wirre mittelalterliche Pariser Straßenmuster zu entflechten und eine kürzere Verbindung zu den neu angelegten Bahnhöfen zu ermöglichen. Das Wort Avenue bedeutete im Französischen des 19. Jahrhunderts „breite Straße in einer Stadt“, die wörtliche Übersetzung „rue largeur“ ist als Straßenbenennung unüblich geblieben. Hauptziel war nun die kürzere Verkehrsführung; Truppentransporte im Falle von Aufständen schneller durchzuführen, war allenfalls ein Nebenziel.
Im modernen städtebaulichen Konzept haben breite Straßen den Zweck, dem Durchgangsverkehr durch mehrere, parallel verlaufende Fahrspuren größeren Platz zu schaffen, um Verkehrsstaus zu vermindern. Breite Straßen waren entweder Teil eines städtebaulichen Gesamtkonzepts (Brasilia) oder wurden nachträglich in eine bestehende Stadtstruktur eingefügt, weswegen Gebäude abgerissen werden mussten (Buenos Aires). Meist besitzen sie zwecks Trennung der Fahrspuren einen Mittelstreifen. Eine „breite Straße“ ist eine – gemessen am übrigen zeitgleichen Stadtbild – überdurchschnittlich breite Straße. Oft ist sie die Hauptstraße, sowohl in Städten als auch in Dörfern. An ihr liegen oft öffentliche Einrichtungen (z. B. Rathäuser) und Ladengeschäfte.
Breite Straßen können auch angelegt werden, um Großraumtransporte zu vereinfachen.